# Тимингила
Тимингила (санскр. तिमिङ्गिल; букв. «поглотитель китов») — огромное водное существо, которое живёт в океане и легко может проглотить кита. Так написано в древнем историческом эпосе Махабхарата (Вана-Парва 168.3). О ней также упоминается в Шримад Бхагаватам (10.1.5-7) (12.9.16), Рамаяне (Юддха-канда 4,114), Сушрута Самхите (Гл. 45), и Чайтанья-чаритамрите (Мадхья-лила 13,142).